# Steel guitar

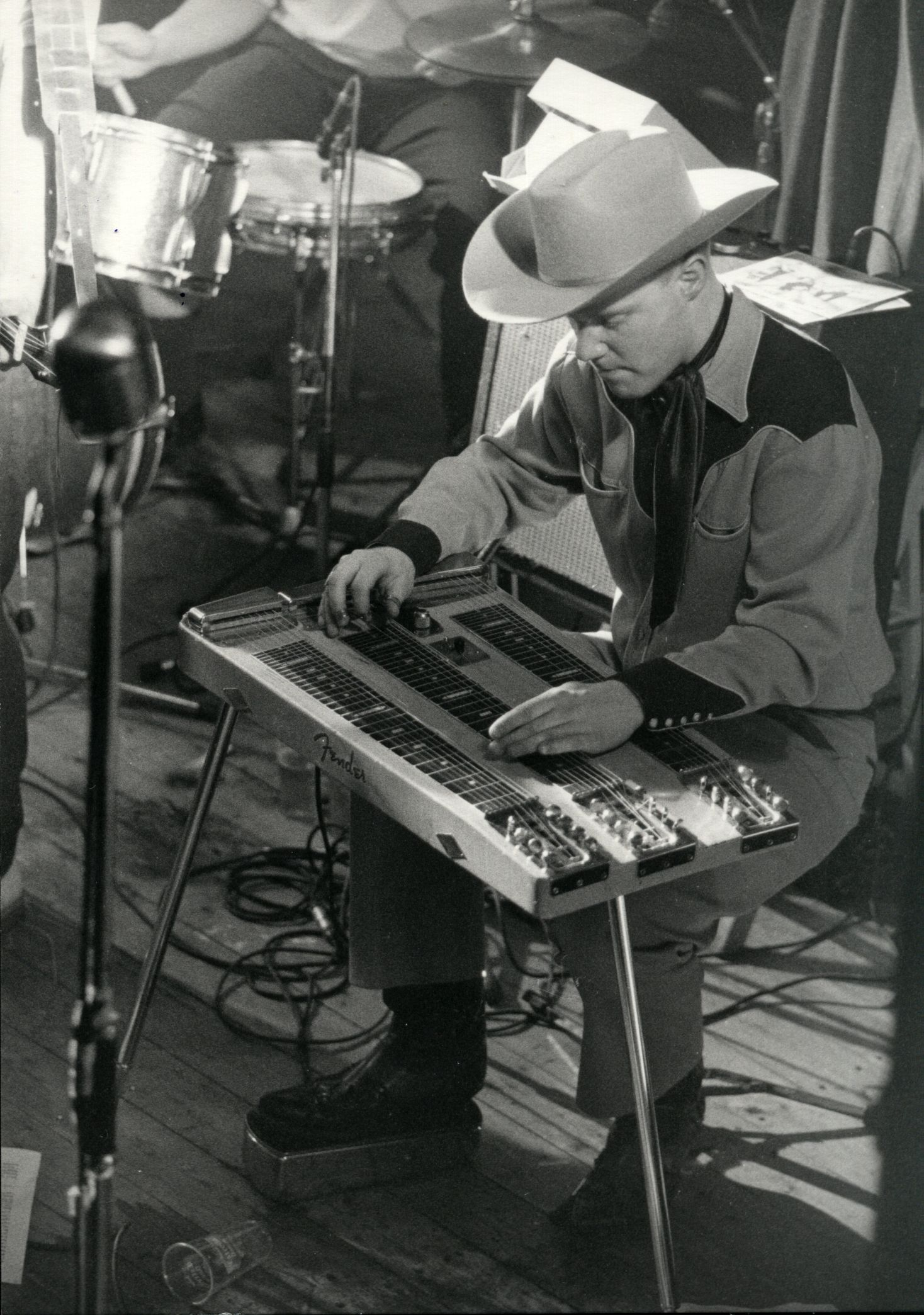
Table steel Fender à trois manches

La steel guitar est un instrument à cordes de la famille des guitares, sans caisse de résonance (sauf les modèles acoustiques) et de forme généralement rectangulaire, qui est disposé horizontalement, soit sur les genoux (dans les modèles plus anciens), soit sur un châssis avec jambes.
Les cordes sont généralement jouées avec un dispositif spécial, appelé précisément steel bar (barre d'acier), et pas avec les doigts comme dans les autres instrumental à cordes. Il a généralement un, deux et même trois manches, ayant des pédales qui servent à changer le diapason. L'action des pédales peut être configurée où fixée par celui qui joue de l'instrument.

## Histoire
Ses origines se trouvent dans la technique de guitare connue sous le nom de slack key développée en Hawaï et, largement, répandue aux États-Unis dans les années 1920 et 1930. La technique a été reprise par les musiciens de blues et, surtout, par les interprètes de hillbilly alors naissant. À partir des années 1930, des guitares électrifiées ont commencé à être fabriquées, sans corps, qui étaient disposées horizontalement devant le joueur. Les modèles changeaient, donnant naissance à différents types de steel guitars.

## Types desteel guitars

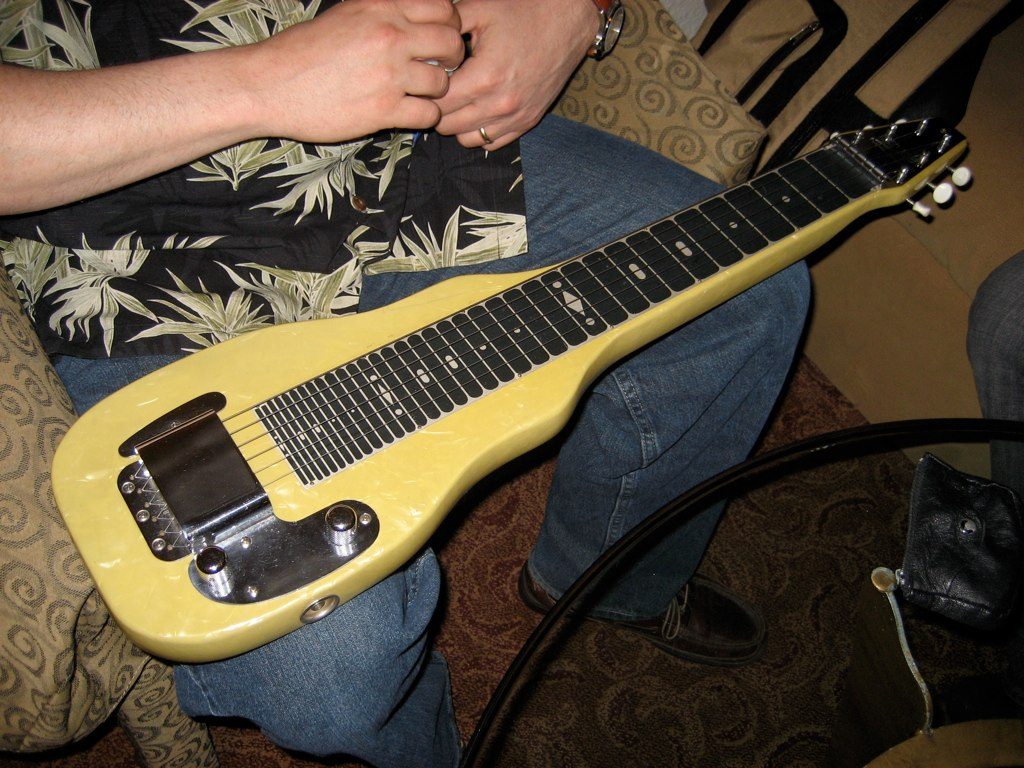
Fender Champion Lap Steel produite à partir de 1948

Historiquement il y a eu plusieurs types de steel guitars :

### Lap steel
C'est le type le plus ancien et vient directement de la guitare espagnole à 6 cordes accordées de manière traditionnelle ou, alternativement, accordées en accords ouverts à la manière hawaïenne. Au départ, les mêmes guitares espagnoles étaient utilisées, disposées horizontalement sur les genoux du musicien, d'où vient le nom (lap = genoux). Plus tard, des modèles spécifiques ont été construits, avec un manche carré et sans frettes, remplacés par des marques. À partir de 1931, la marque Rickenbacker a commencé à fabriquer des lap steel guitars sans caisse de résonance, à corps solide et amplifiées.

### Table steel
Aussi appelée console steel guitar, c'est une évolution de la précédente, avec l'ajoute d'un manche supplémentaire, avec huit cordes sur chacune des manches. Vers 1950, Paul Bisgby commercialise des steel guitars montées sur un rack situé entre les pieds à l'avant de l'instrument. Speedy West a largement utilisé dans son travail avec Jimmy Bryant, et Zane Beck (en) a commencé à ajouter des leviers montés sur les genoux à la console en 1953. Vers 1955, Bud Isaacs (en) a ajouté une pédale à l'un des manches de sa table steel guitar. Le bot de la pédale était de modifier la tension de deux cordes. Isaacs a utilisé cette pédale pour changer la tonalité lord d'un accord soutenu sur la chanson Slowly (en) enregistrée par Webb Pierce, qui à généré un grand impact parmi les guitaristes de bluegrass, qui ont commencé à adopter l'innovation en masse.

### Pedal steel
C'est une forme plus évoluée. Buddy Emmons (en) et Jimmy Day (en) sont ceux qui ont augmenté le nombre de pédales à deux et ont ajouté des nouvelles cordes aux huit cordes de la table steel guitar. Emmons a incorporé plus tard une troisième pédale, basée sur un changement que Ralph Mooney (en) avait précédemment utilisé sur son instrument. Emmons s'associe, en 1957, avec un autre luthier fabricant de steel guitars, nommé Harold "Shot" Jackson (en), créant la Sho-Bud Company (it), la première marque à fabriquer des pedal steel guitars au sens strict, se standardisant sur le modèle mono-mât, à trois pédales et quatre leviers.